# Літтл-Сілвер (Нью-Джерсі)
Літтл-Сілвер (англ. Little Silver) — місто (англ. borough) в США, в окрузі Монмаут штату Нью-Джерсі. Населення — 6131 особа (2020).

## Географія
Літтл-Сілвер розташований за координатами 40°20′13″ пн. ш. 74°2′4″ зх. д. / 40.33694° пн. ш. 74.03444° зх. д. (40.336952, -74.034535).  За даними Бюро перепису населення США в 2010 році місто мало площу 8,59 км², з яких 7,01 км² — суходіл та 1,57 км² — водойми.

## Демографія
Згідно з переписом 2010 року, у селищі мешкало 5950 осіб у 2146 домогосподарствах у складі 1688 родин. Було 2278 помешкань
Расовий склад населення:
| - 96,4 % — білих - 1,7 % — азіатів - 0,3 % — чорних або афроамериканців - 0,1 % — вихідців з тихоокеанських островів - 0,1 % — корінних американців |

До двох чи більше рас належало 1,1 %. Частка іспаномовних становила 3,0 % від усіх жителів.
За віковим діапазоном населення розподілялося таким чином: 27,9 % — особи молодші 18 років, 56,3 % — особи у віці 18—64 років, 15,8 % — особи у віці 65 років та старші. Медіана віку мешканця становила 43,8 року. На 100 осіб жіночої статі у селищі припадало 92,1 чоловіків;  на 100 жінок у віці від 18 років та старших — 85,4 чоловіків також старших 18 років.
Середній дохід на одне домашнє господарство  становив 191 771 долар США (медіана — 136 818), а середній дохід на одну сім'ю — 211 140 доларів (медіана — 145 614). За межею бідності перебувало 3,5 % осіб, у тому числі 3,7 % дітей у віці до 18 років та 0,0 % осіб у віці 65 років та старших.
Цивільне працевлаштоване населення становило 2642 особи. Основні галузі зайнятості: фінанси, страхування та нерухомість — 21,4 %, освіта, охорона здоров'я та соціальна допомога — 18,0 %, науковці, спеціалісти, менеджери — 16,9 %.